# The Insider (Magazin)
The Insider ist eine russischsprachige Internetzeitung mit Sitz in Russland. Sie wurde im November 2013 von dem Politologen und politischen Aktivisten Roman Dobrochotow gegründet. The Insider ist auf investigative Recherchen spezialisiert, die es zum Teil in Kooperation mit dem Recherchenetzwerk Bellingcat durchführt (zum Beispiel zum Abschuss von Malaysia-Airlines-Flug 17 oder zum Giftanschlag auf Alexei Nawalny).
Am 10. November 2017 erhielt The Insider den Preis für Innovation in Demokratie des Europarats. Außerdem wurde es mit dem Free Media Award 2019 der Zeit-Stiftung ausgezeichnet. 2021 erfolgte die Verleihung des Nannen Preises für die gemeinsame Ermittlung mit dem Spiegel und Bellingcat im Falle der Vergiftung Nawalnys.
Im Juli 2021 stufte das Justizministerium der Russischen Föderation The Insider als unerwünschte Organisation ein. Ende September 2021 wurde Dobrochotow mit dem Vorwurf eines illegalen Grenzübertritts in die faktisch von Russland abhängige „Volksrepublik“ Lugansk zur Fahndung ausgeschrieben. Die Sprecherin des Außenministeriums unterstellte ihm aber durch Verwendung einer bekannten Floskel Hochverrat.
Im Sommer 2021 verlegte Dobrochotow aufgrund steigenden Drucks durch die russische Regierung die Redaktion ins Ausland.
Während des Angriffskriegs Russlands gegen die Ukraine starb am 23. März 2022 nach Angaben von The Insider die russische Journalistin Oxana Baulina bei einem russischen Raketenangriff auf ein Wohngebiet in Kiew, als sie für The Insider die durch einen vorherigen Angriff verursachte Zerstörung gefilmt hatte. Beim Angriff starb ein weiterer Zivilist, zwei Begleiter von Baulina wurden verletzt.
Im Juli 2022 wurde The Insider in Russland als „unerwünschte Organisation“ eingestuft.
Seit 2023 ist Christo Grosew Leiter Recherche von The Insider.